# Aaron Gate
Aaron Gate (Auckland, 26 novembre 1990) è un pistard e ciclista su strada neozelandese che corre per la XDS Astana Team.
Su pista ha vinto la medaglia di bronzo nell'inseguimento a squadre ai Giochi olimpici di Londra 2012 e il titolo mondiale dell'omnium nel 2013 e della corsa a punti nel 2023. Su strada è professionista dal 2013, e ha vinto la prova in linea ai Giochi del Commonwealth 2022.

## Palmarès

### Pista
- 2010

Campionati neozelandesi, Americana
- 2011

Campionati oceaniani, Inseguimento a squadre (con Sam Bewley, Marc Ryan e Jesse Sergent)
2ª prova Coppa del mondo 2011-2012, Inseguimento a squadre (Cali, con Sam Bewley, Marc Ryan e Jesse Sergent)
- 2012

Campionati neozelandesi, Omnium
Campionati neozelandesi, Scratch
- 2013

Campionati neozelandesi, Inseguimento
Campionati neozelandesi, Scratch
Campionati neozelandesi, Corsa a punti
Campionati neozelandesi, Americana (con Myron Simpson)
Campionati del mondo, Omnium
UCI Festival of Speed Invercargill, Omnium
Campionati oceaniani, Inseguimento a squadre (con Pieter Bulling, Dylan Kennett e Marc Ryan)
- 2014

Campionati oceaniani, Corsa a punti
- 2015

Campionati neozelandesi, Omnium
Campionati oceaniani, Inseguimento a squadre (con Nick Kergozou, Luke Mudgway e Hayden Roulston)
Campionati oceaniani, Corsa a punti
- 2016

Campionati neozelandesi, Corsa a punti
Campionati oceaniani, Omnium
- 2018

Trofeu Litério Augusto Marques, Corsa a punti
- 2019

5ª prova Coppa del mondo 2018-2019, Americana (Cambridge, con Campbell Stewart)
Grand Prix Brno, Omnium
4ª prova Coppa del mondo 2019-2020, Americana (Cambridge, con Campbell Stewart)
5ª prova Coppa del mondo 2019-2020, Omnium (Brisbane)
- 2020

Campionati neozelandesi, Omnium
Campionati neozelandesi, Americana (con Campbell Stewart)
- 2021

Campionati neozelandesi, Inseguimento individuale
Campionati neozelandesi, Corsa a punti
- 2022

Campionati oceaniani, Inseguimento individuale
Campionati oceaniani, Scratch
Campionati oceaniani, Corsa a punti
Campionati oceaniani, Omnium
Giochi del Commonwealth, Inseguimento a squadre (con Jordan Kerby, Thomas Sexton e Campbell Stewart)
Giochi del Commonwealth, Inseguimento individuale
Giochi del Commonwealth, Corsa a punti
- 2023

Singen, Corsa a punti
Singen, Americana (con Thomas Sexton)
Singen, Omnium
Campionati del mondo, Corsa a punti
Ballerup, Corsa a punti
Ballerup, Corsa a eliminazione
New Zealand GP, Omnium
- 2024

Coppa delle Nazioni, Americana (Adelaide, con Campbell Stewart)
Campionati oceaniani, Inseguimento individuale
Campionati oceaniani, Corsa a punti
Campionati oceaniani, Americana (con Thomas Sexton)
Campionati oceaniani, Omnium
Campionati oceaniani, Corsa a eliminazione
Coppa delle Nazioni, Americana (Hong Kong, con Campbell Stewart)
Coppa delle Nazioni, Omnium (Hong Kong)
Belgian Track Meeting, Americana, con Campbell Stewart)
Belgian Track Meeting, Omnium
100 km Madison Ballerup, Americana, con Matias Malmberg)

### Strada
- 2011 (Juniores)

4ª tappa Tour of the Murray River (Numurkah > Nathalia)
- 2012 (Juniores)

BodyFuel Criterium (Lake Taupo)
5ª tappa New Zealand Cycle Classic (Palmerston North)
- 2015 (An Post-ChainReaction, due vittorie)

2ª tappa An Post Rás (Carlow > Tipperary)
5ª tappa An Post Rás (Newport > Ballina)
- 2016 (An Post-ChainReaction, tre vittorie)

6ª tappa An Post Rás (Clonakilty > Dungarvan)
5ª tappa Tour de Southland
Classifica generale Tour de Southland
- 2019 (EvoPro Racing, tre vittorie)

1ª tappa New Zealand Cycle Classic (Cambridge > Cambridge)
Classifica generale New Zealand Cycle Classic
1ª tappa Belgrado-Banja Luka (Belgrado > Vlasenica)
- 2020 (Black Spoke Pro Cycling Academy, una vittoria)

1ª tappa New Zealand Cycle Classic (Masterton > Masterton)
- 2021 (Black Spoke Pro Cycling Academy, due vittorie)

Gravel and Tar Classic
Campionati neozelandesi, Prova a cronometro
- 2022 (Bolton Equities Black Spoke Pro Cycling, cinque vittorie)

Campionati oceaniani, Prova a cronometro
1ª tappa International Tour of Hellas (Candia > La Canea)
Classifica generale International Tour of Hellas
Giochi del Commonwealth, Prova in linea
3ª tappa Giro del Lussemburgo (Rosport > Diekirch)
- 2023 (Bolton Equities Black Spoke Pro Cycling, due vittorie)

Campionati neozelandesi, Prova a cronometro
Prologo International Tour of Hellas (Heraklion, cronometro)
- 2024 (Burgos-BH, undici vittorie)

1ª tappa New Zealand Cycle Classic (Masterton > Masterton)
3ª tappa New Zealand Cycle Classic (Masterton > Admiral Hill)
4ª tappa New Zealand Cycle Classic (Carterton > Carterton)
5ª tappa New Zealand Cycle Classic (Wellington > Wellington)
Classifica generale New Zealand Cycle Classic
Campionati neozelandesi, Prova in linea
Campionati oceaniani, Prova in linea
Classifica generale Trans-Himalaya Cycling Race
3ª tappa Tour of Hainan (Lingshui > Wuzhishan)
4ª tappa Tour of Hainan (Wuzhishan > Changjiang)
Classifica generale Tour of Hainan
- 2025 (XDS Astana Team, tre vittorie)

4ª tappa Tour of Hainan (Baoting > Dongfang)
2ª tappa Boucles de la Mayenne (Sainte-Suzanne > Bais)
Classifica generale Boucles de la Mayenne

#### Altri successi
- 2011 (Juniores)

Classifica giovani An Post Rás
- 2015 (An Post-ChainReaction)

Classifica a punti An Post Rás
- 2016 (An Post-ChainReaction)

Classifica a punti An Post Rás
- 2018 (Aqua Blue Sport)

Classifica scalatori Giro d'Austria
- 2024 (Burgos-BH)

Classifica a punti Tour of Hainan

## Piazzamenti

### Grandi Giri
- Vuelta a España

2017: 140º

### Classiche monumento
- Liegi-Bastogne-Liegi

2017: 136º
2018: 128º

### Competizioni mondiali
- Campionati del mondo su pista

Apeldoorn 2011 - Americana: 13º
Melbourne 2012 - Inseguimento a squadre: 3º
Melbourne 2012 - Corsa a punti: 4º
Minsk 2013 - Omnium: vincitore
Cali 2014 - Inseguimento a squadre: 3º
Cali 2014 - Omnium: 4º
St. Quentin-en-Yvelines 2015 - Omnium: 5º
Londra 2016 - Inseguimento a squadre: 7º
Londra 2016 - Omnium: 19º
Hong Kong 2017 - Omnium: 2º
Pruszków 2019 - Inseguimento a squadre: 8º
Berlino 2020 - Inseguimento a squadre: 2º
Berlino 2020 - Americana: 2º
Roubaix 2021 - Omnium: 2º
Roubaix 2021 - Americana: 9º
St. Quentin-en-Yvelines 2022 - Inseguimento a squadre: 5º
St. Quentin-en-Yvelines 2022 - Scratch: 10º
St. Quentin-en-Yvelines 2022 - Omnium: 3º
St. Quentin-en-Yvelines 2022 - Americana: 9º
Glasgow 2023 - Inseguimento a squadre: 3º
Glasgow 2023 - Americana: 3º
Glasgow 2023 - Corsa a punti: vincitore
- Giochi olimpici

Londra 2012 - Inseguimento a squadre: 3º
Rio de Janeiro 2016 - Inseguimento a squadre: 4º
Tokyo 2020 - Inseguimento a squadre: 4º
Parigi 2024 - Inseguimento a squadre: 5º
Parigi 2024 - Omnium: 5º
Parigi 2024 - Americana: 4º